# Aristida recta
Aristida recta är en gräsart som beskrevs av Adrien René Franchet. Aristida recta ingår i släktet Aristida och familjen gräs. Inga underarter finns listade i Catalogue of Life.